# Gnophos amanensis
Gnophos amanensis là một loài bướm đêm trong họ Geometridae.